# Davelaar
Davelaar is een gebiedsnaam in de Noord-Brabantse gemeente Meierijstad.

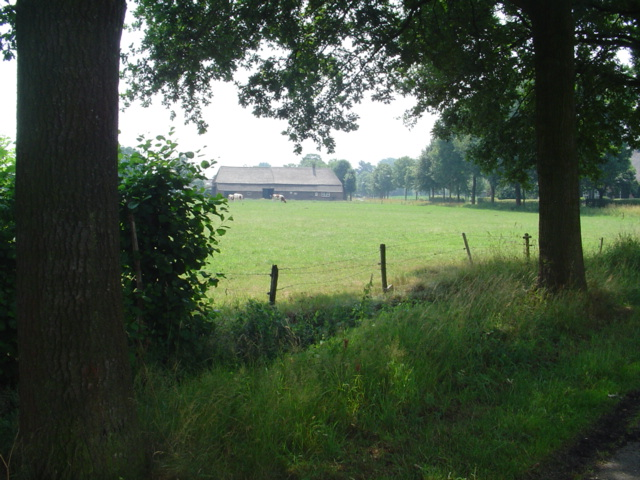
Boerderij aan De Stad (Davelaar), voorheen Beukelaar
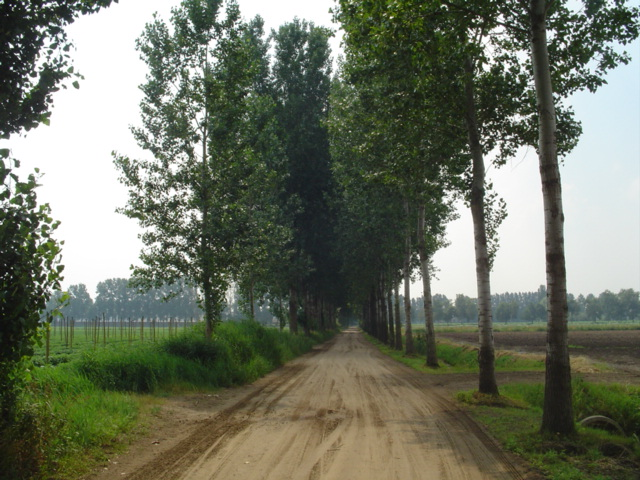
Populierenlandschap aan Het Broek, aangelegd op het oude Beukelaars Broek

## Ligging
Davelaar is gelegen ten zuidoosten van de kern Veghel. Tot het gebied behoorden delen van de gehuchten Havelt en De Heuvel. Het gebied ligt op de voormalige overgang van akkerland naar heidegrond, die gevormd werd door het vroeger uitgestrekte Beukelaarse broek. Dit broeklandschap, tegenwoordig kortweg aangeduid als 't Broek, werd in de 19e eeuw rationeel ontgonnen en vanwege de lemige ondergrond beplant met populieren, waardoor hier een karakteristiek Meierijs populierenlandschap ontstond. Dit is heden ten dage nog herkenbaar. Rondom Havelt en De Heuvel zijn nog typisch Meierijse bolle akkers te vinden.

## Geschiedenis
Davelaar wordt reeds in de veertiende eeuw vermeld. De benaming duidde in oorsprong op de Davelaersche Hoeve, die hier tot in de zeventiende eeuw gelegen was. De hoeve was in het bezit van het Bossche Geefhuis, een geestelijke instelling in de Meierijse hoofdstad. Het naamsdeel -laar duidt op een deel van het bos dat door de nabije bewoners werd gebruikt als veeweide, wat ons iets vertelt over het oorspronkelijke bosrijke gebied. Davelaar werd in Veghel vooral bekend als tiendklamp. In de oude archieven komt de benaming dusdanig veelvuldig voor.

## Ontwikkelingen
Momenteel zijn er uitbreidingsplannen van Veghel-zuidoost die het totale gebied van de Davelaar behelzen.
Woonplaatsen: Erp · Schijndel · Sint-Oedenrode · Veghel

Dorpen: Boerdonk · Boskant · Eerde · Keldonk · Mariaheide · Nijnsel · Olland · Wijbosch · Zijtaart

Bedrijventerreinen: De Amert · De Dubbelen · Doornhoek · Oude Haven      Havengebied: Veghel-Haven

Buurtschappen: Achterste Hermalen · Beukelaar · Bolst · Borne · Bus · De Bus (Schijndel) · De Bus (Sint-Oedenrode) ·  De Haag · Dijk · Dorshout · Driehuizen · Eerschot · Elde · Everse · Ham · Havelt · Hazelberg · Hermalen · Het Schoor · Heuvel · Heuvelberg · Hoek · Hoeves · Hoogebiezen · Houterd · Hurkske · Jekschot · Kapeleind · De Kempkens · Kilsdonk · Koevering · Kraanmeer · Kremselen · Lagebiezen · De Laren · Lieseind · Looieind · Meijldoorn · Middegaal · Morsche Hoef · Mosbulten · Oetelaar · Rijkerbeek · Vernhout · Zondveld · Zwijnsbergen

Noord-Brabant: Steden en dorpen      Nederland: Provincies · Gemeenten